# Sauviat-sur-Vige
Sauviat-sur-Vige – miejscowość i gmina we Francji, w regionie Nowa Akwitania, w departamencie Haute-Vienne.
Według danych na rok 1990 gminę zamieszkiwało 1129 osób, a gęstość zaludnienia wynosiła 37 osób/km² (wśród 747 gmin Limousin Sauviat-sur-Vige plasuje się na 104. miejscu pod względem liczby ludności, natomiast pod względem powierzchni na miejscu 164.).

## Populacja

Populacja Sauviat-sur-Vige w latach 1962–2008